# غينيس (جعة)
غينيس هي جعة جافة إيرلندية نشأت في مصنع الجعة الذي أسسه آرثر غينيس (1725-1803) في مصنع سانت جيمس غيت في دبلن. غينيس تنتجها شركة دياجيو للمشروبات، وهي إحدى أنجح العلامات التجارية للبيرة في جميع أنحاء العالم. ويتم تخمير منتجاتها فيما يقرب من 50 بلدا، وتتوفر في أكثر من 120 بلدا. بلغ إجمالي المبيعات السنوية لشركة غينيس في عام 2011 850 مليون لتر (أكثر من 220 غالون أمريكي).
تتميز غينيس نكهة محترقة تأتي من شعير الذي قد بنك تحميصه أو لا يتم. استخدام الشعير المحمص هو تطور حديث نسبيا ولم يصبح جزءا من التصنيع حتى منتصف القرن العشرين. لسنوات عديدة، تم خلط جزء من الشراب المعتق مع البيرة المخمرة حديثا لتعطي نكهة حمض اللبنيك الحادة. ورغم أن طعم غينيس لا يزال يتميز بنكهة مميزة، إلا أن الشركة رفضت أن تؤكد ما إذا كان هذا النوع من المزج ما يزال يستخدم. يأتي غطاء بيرة الرقيق الكثيف من خلط البيرة مع نتروجين وثاني أكسيد الكربون عند سكبها. تحظى بيرة غينيس بشعبية بين الأيرلنديين سواء في أيرلندا أو الخارج. شهدت انخفاضا في الاستهلاك منذ عام 2001،  ولكنها لا تزال الأكثر مبيعا بين المشروبات الكحولية في أيرلندا  حيث تجني الشركة ما يقرب من مليار يورو من المشروبات سنويا.
بدأت الشركة في دبلن عام 1759، ولكنها اضطرت إلى نقل مقرها إلى لندن في بداية الحرب التجارية الأنجلو-إيرلندية في عام 1932. وفي عام 1997، اندمجت غينيس مع غراند متروبوليتان لتشكيل شركة المشروبات الكحولية المتعددة الجنسيات دياجيو .